# Синастрическая астрология
Синастрическая астрология (синастрия, астрологическая совместимость) — раздел в астрологии и соответствующая техника для оценки совместимости людей, основанная на сопоставлении их гороскопов. Теория об астрологической совместимости не имеет научного подтверждения.
Традиционно астрологическая проверка на совместимость выполняется посредством анализа отношений (аспектов) между планетами, Солнцем и Луной в натальных картах двух людей (любовной пары, партнёров по работе, родителя и ребёнка и так далее). В современной популярной астрологии наибольшее распространение получила упрощённая идея о том, что любовная совместимость зависит от зодиакального положения Солнца каждого партнёра. Проведённые в 1998, 2004 и 2007 годах научные исследования, основанные в общей сложности на анализе 27 миллионов пар, опровергают наличие какой-либо связи между совместимостью и солнечными знаками зодиака партнёров.
Астрологи использовали в своей практике синастрию с древних времён, о ней есть упоминание в «Тетрабиблосе» Птолемея, анализ брачной совместимости издавна практикуется в джьотише. Синастрическую астрологию использовал в своей практике основоположник аналитической психологии Карл Юнг.